# Camerouno-Américains
 (juin 2022).
La mise en forme du texte ne suit pas les recommandations de Wikipédia : il faut le « wikifier ».
Les points d'amélioration suivants sont les cas les plus fréquents :
- Les titres sont pré-formatés par le logiciel. Ils ne sont ni en capitales, ni en gras.
- Le texte ne doit pas être écrit en capitales (les noms de famille non plus), ni en gras, ni en italique, ni en « petit »…
- Le gras n'est utilisé que pour surligner le titre de l'article dans l'introduction, une seule fois.
- L'italique est rarement utilisé : mots en langue étrangère, titres d'œuvres, noms de bateaux, etc.
- Les citations ne sont pas en italique mais en corps de texte normal. Elles sont entourées par des guillemets français : « et ».
- Les listes à puces sont à éviter, des paragraphes rédigés étant largement préférés. Les tableaux sont à réserver à la présentation de données structurées (résultats, etc.).
- Les appels de note de bas de page (petits chiffres en exposant, introduits par l'outil «  Source ») sont à placer entre la fin de phrase et le point final[comme ça].
- Les liens internes (vers d'autres articles de Wikipédia) sont à choisir avec parcimonie. Créez des liens vers des articles approfondissant le sujet. Les termes génériques sans rapport avec le sujet sont à éviter, ainsi que les répétitions de liens vers un même terme.
- Les liens externes sont à placer uniquement dans une section « Liens externes », à la fin de l'article. Ces liens sont à choisir avec parcimonie suivant les règles définies. Si un lien sert de source à l'article, son insertion dans le texte est à faire par les notes de bas de page.
- La présentation des références doit suivre les conventions bibliographiques. Il est recommandé d'utiliser les modèles {{Ouvrage}}, {{Chapitre}}, {{Article}}, {{Lien web}} et/ou {{Bibliographie}}. Le mode d'édition visuel peut mettre en forme automatiquement les références.
- Insérer une infobox (cadre d'informations à droite) n'est pas obligatoire pour parachever la mise en page.

Pour une aide détaillée, merci de consulter Aide:Wikification.
Si vous pensez que ces points ont été résolus, vous pouvez retirer ce bandeau et améliorer la mise en forme d'un autre article.
Les Camerouno-Américains (anglais : Cameroonian Americans) sont les Américains d'origine camerounaise. Selon le recensement de 2010, il y avait aux États-Unis 16 894 Américains d'origine camerounaise. Selon l'American Community Survey 2007-2011, il y a 33 181 personnes d'origine camerounaise vivant aux États-Unis. 

## Histoire
Les premiers peuples originaires de la région du Cameroun moderne à arriver aux États-Unis ont été réduits en esclavage par les Britanniques et vendus dans les treize colonies, pendant la période coloniale, comme le suggèrent les tests ADN. Le premier Africain "asservi" documenté, dans ce qui allait devenir les États-Unis, probablement originaire de l'actuel Cameroun et importé dans les États-Unis coloniaux pour servir d'esclave était John Punch. Punch est arrivé en Virginie vers 1640. Il est également considéré, par certains généalogistes et historiens, comme le premier Africain documenté à être réduit en esclavage à vie dans ce qui allait devenir les États-Unis.
Selon les enregistrements des tests ADN, les ethnies des esclaves camerounais dans les États-Unis actuels étaient celles de Tikar, Ewondo, Babungo, Bamiléké, Bamoun, Masa, Mafa, Udemes, Kotoko, Fulani et Haoussa du Cameroun ; cependant, beaucoup de Hausa sont également venus d'autres endroits, tels que le Nigeria). Dans ce que l'on appelle "l'ensemble des Amériques", nous constatons que la majorité des Africains capturés, vendus aux marchands d'esclaves européens sur la côte camerounaise, provenaient de l'intérieur des terres, où ils avaient été capturés par d'autres groupes ethniques, lors des invasions de ces zones, et vendus aux Européens. Ils provenaient des peuples Batagan, Bassa, et Bulu. Ainsi, la plupart des esclaves transportés de Bimbia dans ces années-là, étaient originaires de Tikari, Douala-Bimbia, Banyangi et Bakossi. La plupart d'entre eux étaient des Bamilékés (qui représentaient 62% de la population).
Douala était le lieu principal du commerce d'esclaves, mais la plupart des esclaves du Cameroun moderne qui étaient livrés aux Européens, quelle que soit leur origine spécifique, étaient vendus au centre de commerce d'esclaves de Fernando Po, et de là, les marchands européens les emmenaient vers les Amériques.
La plupart des esclaves considérés comme camerounais étaient originaires du Bight of Biafra, qui comprenait les pays suivants : Nigeria (côte orientale), Cameroun, Guinée équatoriale (île de Bioko et Rio Muni) et Gabon (côte septentrionale), "dont beaucoup étaient originaires du Cameroun lui-même". Ces "captures" africaines arrivent dans ce qui sera les États-Unis et sont vendues en Virginie, qui détient 60% des esclaves de la région orientale des futurs États-Unis. 34 % des Africains arrivant en Virginie venaient du Bight of Biafra. La Virginie et les colonies environnantes détiennent 30 000 esclaves originaires du Bight. Normalement, les esclaves du Cameroun étaient achetés à bas prix, car ils préféraient mourir plutôt que d'accepter l'esclavage.
Les premiers Camerounais qui sont arrivés volontairement aux États-Unis ont immigré dans ce pays dans les années 1960, à la recherche de possibilités d'éducation qui faisaient défaut dans leur propre pays. Dans les années 1990, de nombreux autres Camerounais ont immigré en tant que réfugiés politiques, fuyant les troubles politiques. Pour éviter l'emprisonnement, la torture et la répression politique, de nombreux citoyens ont décidé d'émigrer.
La plupart des immigrants camerounais qui sont arrivés aux États-Unis étaient des professionnels diplômés, car ils étaient les plus susceptibles d'obtenir des visas. Il est plus facile pour les professionnels licenciés d'obtenir des visas que pour tout autre groupe au Cameroun. Beaucoup d'entre eux avaient critiqué le gouvernement, ce qui les rendait plus vulnérables à la répression politique. Ainsi, la majorité des Camerounais qui se sont installés de façon permanente aux États-Unis sont des médecins, des ingénieurs, des infirmières, des pharmaciens et des programmeurs informatiques. Il y a aussi beaucoup de Camerounais qui sont des cols bleus.

## Démographie
Selon le recensement de 2010, aux États-Unis, il y a 16 894 américains d'origine camerounaise connus. En outre, selon l'American Community Survey 2007-2011, il y a 33 181 personnes d'origine camerounaise vivant aux États-Unis. Les immigrants camerounais ont des communautés dans des endroits tels que l'Ohio, New York City, San Diego, Illinois, Houston (Texas) et Pittsburgh (Pennsylvanie). La communauté camerounaise de Pittsburgh est considérée comme l'une des communautés africaines les mieux organisées de la ville. La plus grande communauté camerouno-américaine se trouve dans le Maryland, en particulier dans les comtés de Prince George et de Montgomery.
Selon les estimations 2015-2019 de l'American Community Survey via le site du Migration Policy Institute, le nombre total d'immigrants camerounais aux États-Unis est de 60 100. Les principaux comtés d'implantation pour lesquels plus de 1 000 sont présents sont les suivants :
1. Comté du Prince George, Maryland : 8 600
2. Comté de Montgomery, Maryland : 5 400
3. Comté de Harris, Texas : 3 300
4. Comté de Tarrant, Texas : 1 800
5. Comté de Los Angeles, Californie : 1 700
6. Comté de Dallas, Texas : 1 500
7. Comté de Franklin, Ohio : 1 100
8. Comté de Collin, Texas : 1 100
9. Comté de Baltimore, Maryland : 1 100

## Activisme
Les Camerounais ont été actifs dans les mouvements d'activisme aux États-Unis. Un exemple notable est l'ensemble des mouvements politiques en faveur du Cameroun, développés à Chicago. Ainsi, en 1991, des Camerounais de cette ville se sont tenus à l'extérieur de l'aile du Front social démocrate du Cameroun en soutien au pluralisme politique. Après son succès à Chicago, le parti SDF a fini par créer plusieurs filiales dans d'autres villes américaines. Le groupe a réussi à collecter des fonds pour soutenir le mouvement politique du Cameroun, et a fait pression sur le Sénat américain et les Nations unies et arrête l'avance de la vente d'armes au gouvernement du Cameroun, c'est-à-dire pour empêcher que la vente d'armes puisse continuer à s'exercer entre ce gouvernement et le gouvernement américain. Peu après, un autre groupe de Camerounais de Chicago, principalement francophones, a organisé une aile du Rassemblement démocratique du peuple camerounais, menant sa propre campagne pour soutenir le gouvernement du Cameroun.

## Organisations
Il existe de nombreuses organisations camerounaises aux États-Unis. Parmi celles-ci, l'Association Américaine des Camerounais (Amacam). Elle promeut l'amitié entre les Camerounais et développe des mesures appropriées pour améliorer leurs droits, développer le potentiel des Camerounais aux États-Unis et au Cameroun dans tous les domaines de l'économie, de la culture, du social, de l'académique, ou de l'aide aux États-Unis.
Une autre organisation est CAMSOLA, une organisation, située en Californie du Sud, qui reconnaît les Camerounais et les individus, groupes ou entreprises camerouno-américains qui ont influencé la communauté des immigrants camerounais et la population générale en Californie du Sud.
L'organisation enseigne les aspects de la vie au Cameroun et relie les Américains d'origine camerounaise vivant en Californie au Cameroun. En outre, CAMSOLA a créé en 2011 le Scholarship Fund Youth Development and Youth Leadership Club à Los Angeles. Bien que la plupart des membres de l'organisation soient des Camerounais natifs, le club a également essayé d'aider les Afro-Américains qui retracent certaines de leurs origines au Cameroun.
Cameroon Group USA (CAMGUSA) est une organisation formée par les membres des différents groupes culturels de Los Angeles. L'association tente, entre autres, de relater et d'encourager le respect entre tous les Camerounais vivant dans la zone métropolitaine de Los Angeles et de la Californie, leur apprend à respecter les lois de l'État et des États-Unis d'Amérique, aide les individus et les familles dans le besoin, aide les communautés, les organismes gouvernementaux, les groupes sociaux et les diverses associations aux États-Unis et dans d'autres pays, en travaillant avec eux pour améliorer la vie du Cameroun en particulier et de l'humanité en général et participe aux activités caritatives d'autres organisations.
L'organisation Cameroon American Community of Houston (CAMCOH), établie à Houston, au Texas, a pour but, entre autres, d'encourager la création de réseaux durables et la communication entre les Camerounais de la ville, d'inciter les immigrants camerounais à émigrer à Houston par l'orientation et le conseil, d'autonomiser les jeunes par le biais de programmes pour les enfants et d'activités éducatives pour les jeunes, de défendre les besoins des Camerounais de Houston et de créer et gérer le centre communautaire.
L'Association des Camerounais, fondée dans l'Illinois, est une association visant à aider et à prêter assistance aux Camerounais de l'État, indépendamment de leurs tendances politiques. En outre, l'association représente également les Camerounais au sein du gouvernement de Chicago, la plus grande ville de l'État. La communauté organise également des célébrations annuelles, notamment le jour de l'indépendance du Cameroun, célébré le 20 mai.
La Communauté camerounaise de Pittsburgh (CCP) enseigne et promeut la culture, les coutumes et les valeurs du Cameroun, en particulier pour les non-Camerounais. Elle y parvient par la solidarité et la tradition. L'organisation promeut également les opportunités d'éducation, d'emploi, de commerce et de formation pour les Camerounais.

## Personnes célèbres
- Adrian Awasom
- Ndamukong Suh
- Yaphet Kotto
- Jason Cabinda (en)
- Jordan Siebatcheu
- Ruben Boumtje-Boumtje
- Joel Embiid
- Roman Oben (en)